# Brackan
Brackan är en sjö i Gagnefs kommun i Dalarna och ingår i Norrströms huvudavrinningsområde. Sjöns area är 0,054 kvadratkilometer och den är belägen 268 meter över havet.